# Перебудова (Донецкая область)
Перебудова (укр. Перебудова) — посёлок в Великоновосёлковском районе Донецкой области Украины.
Население по переписи 2001 года составляло 164 человека. Почтовый индекс — 85512. Телефонный код — 6243. Код КОАТУУ — 1421284405.

## Местный совет
85512, Донецька область, Великоновосілківський район, с. Піддубне, пр-т. Київський, 30, 97-1-34  (укр.)